# Chelodina canni
Chelodina canni (лат.) — вид австралийских змеиношеих черепах (Chelodina).
Панцирь достигает длины до 30 см. Карапакс широкий, имеет овальную форму и несколько вытянут назад. Пластрон сильно выдаётся вперёд, его длина превышает ширину приблизительно в 1,5 раза. Голова умеренно уплощённая. Глаза направлены более или менее вбок. Окраска верхней стороны тела от коричневой до почти чёрной, часто с мелкими тёмными пятнами или крапинами. Нижняя сторона тела белая или кремовая.
Эндемик Австралии. Распространён на севере Северной территории и на крайнем северо-востоке Квинсленда. Предполагается, что по своей биологии вид сходен с австралийской змеиношеей черепахой (Chelodina longicollis), населяя озёра, болота и старицы.